# تشاو فونج هوا
تشاو فونج هوا (بالفيتنامية: Châu Phong Hòa) هو لاعب كرة قدم فيتنامي في مركز الدفاع، ولد في 14 أغسطس 1985 في محافظة دون تاب في فيتنام. شارك مع منتخب فيتنام تحت 20 سنة لكرة القدم ومنتخب فيتنام تحت 23 سنة لكرة القدم ومنتخب فيتنام لكرة القدم. أما مع النوادي، فقد لعب مع نادي بيكامكس بين دونغ.

## وصلات خارجية
- تشاو فونج هوا على موقع قاعدة بيانات كرة القدم.إي يو (الإنجليزية)
- تشاو فونج هوا على موقع ناشيونال فوتبول تيمز (الإنجليزية)
- تشاو فونج هوا على موقع Soccerway.com (الإنجليزية)
- تشاو فونج هوا على موقع عالم كرة القدم.نت (الإنجليزية)